# Позняков, Георгий Александрович
Георгий Александрович Позняков (1849—1912) — русский статистик.

## Биография
Родился в 1849 году. Учился в 4-й Московской гимназии. Затем окончил курс на естественном отделении физико-математического факультета Московского университета.
В течение 25 лет служил в статистическом отделении московской городской управы; сначала был помощником В. Н. Григорьева, с 1896 года — заведующий отделением. В 1902 году организовал перепись Москвы.
Из многочисленных работ, выполненных им по поручению статистического отделения, особенно выдаётся — «Смертность населения г. Москвы 1872—89 гг.» (М., 1891), в которой внимание было уделено так называемым «исправленным» коэффициентам смертности и, предложенных Позняковым, «условным» коэффициентам смертности, вычисленных с поправкой на возрастной состав населения. Он составил также обзоры для сводов сведений об умерших за 1892, 1893, 1894 гг. и для издания «Московские хлебопекарни в 1895 г.».
Умер 19 августа (1 сентября) 1912 года в Друскениках.